# Champions Trophy mannen 2008
De 30ste editie van de Champions Trophy werd gehouden van zaterdag 21 juni 2008 tot en met zondag 29 juni 2008 in het Sportpark Hazelaarweg in Rotterdam, Nederland. Australië won het toernooi door in de finale Spanje met 4-1 te verslaan. Argentinië boekte zijn grootste succes ooit op de Champions Trophy door derde te worden. In de strijd om het brons verwees het Nederland, dat sinds 1997 altijd op het podium stond, naar de vierde plaats. De titelverdediger Duitsland stelde teleur en eindigde op de vijfde plaats, net voor Zuid-Korea.
Met de overwinning achterhaalden de Australiërs de Duitsers op de ranglijst aller tijden. Beide teams hebben nu het toernooi 9 keer gewonnen. Nederland volgt op 8.
Voor dit evenement was de capaciteit van het hockeystadion van HC Rotterdam met 5000 zitplaatsen uitgebreid tot 8000 zitplaatsen.

## Geplaatste teams
- Argentinië (winnaar Champions Challenge 2007)
- Australië (winnaar Olympische Zomerspelen 2004)
- Duitsland (winnaar WK 2006)
- Nederland (gastland)
- Spanje (beste nog niet geplaatste land van de Champions Trophy 2007)
- Zuid-Korea (vierde op het WK 2006)

## Scheidsrechters
- Christian Bläsch
- David Gentles
- Satinder Kumar
- Andy Mair

- Juan Manuel Requena
- Rob ten Cate
- Roel van Eert
- John Wright

## Selecties

### Argentinië
Bondscoach: Carlos Retegui
1. Juan Manuel Vivaldi (gk)
2. Juan Gilardi
3. Juan Martín López
4. Matías Vila
5. Mario Almada
6. Lucas Rey
7. Rodrigo Vila
8. Matías Paredes
9. Lucas Cammareri

1. Lucas Vila
2. Juan Garreta
3. Tomás Argento
4. Matias Rey
5. Lucas Argento
6. Joaquin González (gk)
7. Facundo Callioni
8. Agustin Corradini
9. Ignacio Bergner

### Australië
Bondscoach: Barry Dancer
1. Jamie Dwyer
2. Liam De Young
3. Robert Hammond
4. Mark Knowles
5. Eddie Ockenden
6. David Guest
7. Luke Doerner
8. Grant Schubert
9. Bevan George

1. Andrew Smith
2. Stephen Lambert (gk)
3. Eli Matheson
4. Nathan Burgers (gk)
5. Matthew Wells
6. Travis Brooks
7. Kiel Brown
8. Fergus Kavanagh
9. Des Abbott

### Duitsland
Bondscoach: Markus Weise
1. Ulrich Bubolz (gk)
2. Christian Schulte (gk)
3. Philip Witte
4. Maximilian Müller
5. Sebastian Biederlack
6. Carlos Nevado
7. Moritz Fürste
8. Jan-Marco Montag
9. Sebastian Draguhn

1. Tobias Hauke
2. Tibor Weißenborn
3. Benjamin Weß
4. Niklas Meinert
5. Timo Weß
6. Oliver Korn
7. Matthias Witthaus
8. Florian Keller
9. Philipp Zeller

### Nederland
Bondscoach: Roelant Oltmans
1. Guus Vogels (gk)
2. Wouter Jolie
3. Geert-Jan Derikx
4. Thomas Boerma
5. Sander van der Weide
6. Ronald Brouwer
7. Roderick Weusthof
8. Laurence Docherty
9. Jeroen Delmee

1. Teun de Nooijer
2. Eby Kessing
3. Floris Evers
4. Rob Reckers
5. Matthijs Brouwer
6. Jeroen Hertzberger
7. Timme Hoyng
8. Robert van der Horst
9. Jaap Stockmann (gk)

### Spanje
Bondscoach: Maurits Hendriks
1. Francisco Cortés (gk)
2. Santi Freixa
3. Franc Dinares
4. Francisco Fabregas
5. Víctor Sojo
6. Alex Fàbregas
7. Pol Amat
8. Eduard Tubau
9. Roc Oliva

1. Juan Fernández
2. Ramón Alegre
3. Xavier Ribas
4. Albert Sala
5. Rodrigo Garza
6. Sergi Enrique
7. Eduard Arbós
8. Xavier Castillano (gk)
9. David Alegre

### Zuid-Korea
Bondscoach: Cho Myung-Jun
1. Ko Dong-Sik (gk)
2. Kim Byung-Hoon
3. Kim Chul
4. Kim Yong-Bae
5. Lee Nam-Yong
6. Seo Jong-Ho
7. Kang Seong-Jung
8. Yoon Sung-Hoon
9. You Hyo-Sik

1. Yeo Woon-Kon
2. Hong Sung-Kweon
3. Hyun Hye-Sung
4. Cha Jong-Bok
5. Lee Myung-Ho (gk)
6. Hong Eun-Seong
7. Kang Moon-Kweon
8. Kim Sam-Seok
9. Jang Jong-Hyun

## Voorronde
Alle tijden zijn in lokale tijd (UTC +2)
| 21 juni 10:30                                             |     |                                           |                                                    |
| Australië                                                 | 5–3 | Zuid-Korea                                | Rotterdam Scheidsrechters: Wright (RSA) Mair (SCO) |
| 4' Matheson 1-0 24' Guest 2-0 38' Dwyer 3-1 40' Smith 4-1 |     | 28' Yeo 2-1 47' Jang 4-2 49' De Young 4-3 | Rotterdam Scheidsrechters: Wright (RSA) Mair (SCO) |

| 21 juni 13:00                  |     |                                  |                                                      |
| Duitsland                      | 2–2 | Argentinië                       | Rotterdam Scheidsrechters: Requena (SPA) Kumar (IND) |
| 6' Keller 1-0 69' Wess, T. 2-2 |     | 25' Paredes 1-1 55' Vila, R. 1-2 | Rotterdam Scheidsrechters: Requena (SPA) Kumar (IND) |

| 21 juni 15:30                                       |     |               |                                                       |
| Nederland                                           | 3–1 | Spanje        | Rotterdam Scheidsrechters: Gentles (AUS) Blasch (DUI) |
| 10' De Nooijer 1-0 19' Brouwer 2-0 54' Docherty 3-0 |     | 61' Ribas 3-1 | Rotterdam Scheidsrechters: Gentles (AUS) Blasch (DUI) |

| 22 juni 11:00                     |     |                  |                                                        |
| Argentinië                        | 2–1 | Australië        | Rotterdam Scheidsrechters: Blasch (DUI) Ten Cate (NED) |
| 7' Villa L. 1-0 15' Innocente 2-0 |     | 22' Kavanagh 2-1 | Rotterdam Scheidsrechters: Blasch (DUI) Ten Cate (NED) |

| 22 juni 13:30                                                                                  |     |                               |                                                      |
| Spanje                                                                                         | 7–2 | Zuid-Korea                    | Rotterdam Scheidsrechters: Mair (SCH) Ven Eert (NED) |
| 7' Ribas 1-0 23' Amat 2-0 27' Amat 3-0 39' Amat 4-0 40' Amat 5-0 56' Alegre 6-1 60' Freixa 7-1 |     | 48' Kim B.H. 5-1 70' Jang 7-2 | Rotterdam Scheidsrechters: Mair (SCH) Ven Eert (NED) |

| 22 juni 16:00                                                                            |     |                                             |                                                        |
| Nederland                                                                                | 5–3 | Duitsland                                   | Rotterdam Scheidsrechters: Requena (SPA) Gentles (AUS) |
| 34' Weusthof 1-2 39' Reckers 2-2 41' Weusthof 3-2 45' Brouwer R. 4-2 52' Hertzberger 5-2 |     | 3' Keller 0-1 24' Keller 0-2 70' Montag 5-3 | Rotterdam Scheidsrechters: Requena (SPA) Gentles (AUS) |

| 24 juni 13:00                                            |     |                                                                 |                                                         |
| Duitsland                                                | 4–3 | Zuid-Korea                                                      | Rotterdam Scheidsrechters: Ten Cate (Ned) Gentles (Aus) |
| 3' Keller 1-0 7' Korn 2-0 13' Draguhn 3-0 21' Keller 4-1 |     | 16' Byung Hoon Kim 3-1 50' Nam Yong Lee 4-2 64' Jong Ho Seo 4-3 | Rotterdam Scheidsrechters: Ten Cate (Ned) Gentles (Aus) |

| 24 juni 15:00    |     |                |                                                        |
| Australië        | 1–1 | Spanje         | Rotterdam Scheidsrechters: Van Eert (NED) Blasch (DUI) |
| 54' Schubert 1-0 |     | 64' Alegre 1-1 | Rotterdam Scheidsrechters: Van Eert (NED) Blasch (DUI) |

| 24 juni 19:30   |     |           |                                                       |
| Argentinië      | 1–0 | Nederland | Rotterdam Scheidsrechters: Wright (ZAF) Gentles (AUS) |
| 70' Gilardi 1-0 |     |           | Rotterdam Scheidsrechters: Wright (ZAF) Gentles (AUS) |

| 25 juni 19:30                 |     |                  |                                                     |
| Spanje                        | 2–1 | Argentinië       | Rotterdam Scheidsrechters: Gentles (AUS) Mair (SCH) |
| 22' Freixa 1-1 43' Freixa 2-1 |     | 10' Callioni 0-1 | Rotterdam Scheidsrechters: Gentles (AUS) Mair (SCH) |

| 26 juni 17:00                                  |     |                |                                                        |
| Australië                                      | 3–1 | Duitsland      | Rotterdam Scheidsrechters: Wright (ZAF) Ten Cate (NED) |
| 18' Dwyer 1-0 44' Cavanagh 2-1 50'Ockenden 3-1 |     | 24' Keller 1-1 | Rotterdam Scheidsrechters: Wright (ZAF) Ten Cate (NED) |

| 26 juni 19:30                                     |     |                                                     |                                                      |
| Zuid-Korea                                        | 4–3 | Nederland                                           | Rotterdam Scheidsrechters: Blasch (DUI) Requena (SPA |
| 27' Jang 1-1 33' Seo 2-1 64' Yeo 3-3 68' Jang 4-3 |     | 5' De Nooijer 0-1 42' Weusthoff 2-2 63' Brouwer 2-3 | Rotterdam Scheidsrechters: Blasch (DUI) Requena (SPA |

| 27 juni 17:30             |     |                                                                    |                                                            |
| Zuid-Korea                | 2–4 | Argentinië                                                         | Rotterdam Scheidsrechters: Metchette(IRL) Puchimanda (IND) |
| 38' Jang 1-1 67' Jang 2-4 |     | 26' Paredes 0-1 47' Vila, M. 1-2 57' Gilardi 1-3 60sc' Vila, R 1-4 | Rotterdam Scheidsrechters: Metchette(IRL) Puchimanda (IND) |

| 28 juni 13:00 |     |        |           |
| Duitsland     | 0–3 | Spanje | Rotterdam |
|               |     |        | Rotterdam |

| 28 juni 15:00 |     |           |           |
| Nederland     | 2–3 | Australië | Rotterdam |
|               |     |           | Rotterdam |

## Eindstand voorronde
| № | Land       | WG | W | G | V | DV | DT | +/– | Punten |
| - | ---------- | -- | - | - | - | -- | -- | --- | ------ |
| 1 | Spanje     | 5  | 3 | 1 | 1 | 14 | 7  | +7  | 10     |
| 2 | Australië  | 5  | 3 | 1 | 1 | 13 | 9  | +4  | 10     |
| 3 | Argentinië | 5  | 3 | 1 | 1 | 10 | 7  | +3  | 10     |
| 4 | Nederland  | 5  | 2 | 0 | 3 | 13 | 12 | +1  | 6      |
| 5 | Duitsland  | 5  | 2 | 0 | 3 | 13 | 12 | +1  | 6      |
| 6 | Zuid-Korea | 5  | 1 | 0 | 4 | 14 | 23 | –9  | 3      |

## Play-offs
Om vijfde plaats
| 29 juni 11:00 |     |            |           |
| Duitsland     | 3–1 | Zuid-Korea | Rotterdam |
|               |     |            | Rotterdam |

Troostfinale
| 29 juni 13:30 |              |           |           |
| Argentinië    | 2–2 5–3 (sb) | Nederland | Rotterdam |
|               |              |           | Rotterdam |

Finale
| 29 juni 16:00 |     |           |           |
| Spanje        | 1–4 | Australië | Rotterdam |
|               |     |           | Rotterdam |

## Eindstand
1. Australië
2. Spanje
3. Argentinië
4. Nederland
5. Duitsland
6. Zuid-Korea

## Topscorers
- In onderstaand overzicht zijn alleen de spelers opgenomen met vijf of meer treffers achter hun naam.

| № | Naam           | Land       | Goals | SC | SB |
| - | -------------- | ---------- | ----- | -- | -- |
| 1 | Florian Keller | Duitsland  | 7     | 3  | 1  |
| 2 | Jang Jong-Hyun | Zuid-Korea | 6     | 5  | 1  |
| 3 | Pol Amat       | Spanje     | 5     | 0  | 0  |
| 4 | Ronald Brouwer | Nederland  | 4     | 0  | 0  |
|   | Jamie Dwyer    | Australië  | 4     | 0  | 1  |
|   | Santi Freixa   | Spanje     | 4     | 2  | 0  |

## Ereprijzen
| Topscorer      | Beste speler | Grootste talent | Beste doelman | Fair Play Trophy |
| -------------- | ------------ | --------------- | ------------- | ---------------- |
| Florian Keller | Jamie Dwyer  | Eddie Ockenden  | Juan Vivaldi  | Spanje           |